# 2011 GM89
2011 GM89 est un objet transneptunien détaché encore très mal connu n'ayant été observé que sur un arc d'observation d'à peine un an. 